# 페세이지 (영화)
《페세이지》(The Passage)는 영국에서 제작된 J. 리 톰슨 감독의 1979년 액션, 드라마, 전쟁 영화이다. 앤서니 퀸 등이 주연으로 출연하였고 모리스 바인더 등이 제작에 참여하였다.

## 출연

### 주연
- 앤서니 퀸
- 제임스 메이슨

### 조연
- 말콤 맥도웰
- 패트리샤 닐
- 케이 렌즈

## 기타
- 협력프로듀서: 제프리 헬먼